# Čang Ťiao
Čang Ťiao († 184 Che-pej) byl náboženský a politický vůdce, který na konci 2. století n. l. vedl povstání Žlutých šátků proti dynastii Východní Chan. Jeho činnost byla spojena s taoistickým sektářským hnutím Tchaj-pching tao („Cesta velkého míru“), a v rámci dějin taoismu zaujímá výrazné místo.
Čang Ťiao si získal značnou popularitu během opakovaných epidemií, pravděpodobně souvisejících s antoninským morem, které v té době zasáhly Čínu. Jeho pověst léčitele přispěla k šíření jeho učení mezi chudým obyvatelstvem, především na venkově.
Spolu se svými bratry Čang Pao a Čang Liang zahájil v roce 184 rozsáhlé povstání. Důvodem bylo narůstající společenské napětí způsobené vysokými daněmi, korupcí, hladomory a přírodními katastrofami. Čang Ťiao tvrdil, že tyto pohromy dokazují, že císař ztratil nebeský mandát – božské oprávnění vládnout.
Bratři si přisvojili mystické tituly: Čang Ťiao jako „Generál nebes“, Čang Pao jako „Generál země“ a Čang Liang jako „Generál lidu“. Jejich hnutí rychle nabývalo na síle, ale pokus dobýt hlavní město selhal. Císařská vojska pod vedením několika generálů nakonec povstání potlačila. Čang Ťiao zemřel na nemoc ještě téhož roku, jeho bratři byli později zabiti v boji.
Ačkoli bylo povstání vojensky poraženo, mělo zásadní historické důsledky. Výrazně oslabilo císařskou moc a urychlilo rozpad Číny na tři soupeřící státní útvary – Wej, Šu a Wu. Začalo tak slavné, ale také velmi chaotické období Tří říší. Mnoho bývalých povstalců se později připojilo k armádě válečníka Cchao Cchaa, jehož politika částečně navazovala na jejich sociální ideály.